# SC Germania List
Maillots
Actualités
Dernière mise à jour : 2 août 2012.
SC Germania List est un club allemand de rugby à XV basé à Hanovre. Il participe au Championnat d'Allemagne de 1re division.

## Palmarès
- Vainqueur de la 1. Bundesliga en 1977, 1979 et 1981

## Effectif de la saison 2011-2012
| Nom                | Poste            | Date de naissance | Nationalité sportive | Sélections (PM) | Club précédent | Année d'arrivée au club |
| ------------------ | ---------------- | ----------------- | -------------------- | --------------- | -------------- | ----------------------- |
| Christian Hallmann | Pilier           | 10 janvier 1978   | Allemagne            | -               | -              | -                       |
| Adam Klin          | Pilier           | 16 février 1987   | Allemagne            | -               | -              | -                       |
| Wolfgang Overbeck  | Pilier           | 7 avril 1974      | Allemagne            | -               | -              | -                       |
| Daniel Maddison    | Pilier           | 1er mars 1990     | Allemagne            | -               | -              | -                       |
| Florian Pohl       | Pilier           | 9 mai 1990        | Allemagne            | -               | -              | -                       |
| Amaury Lepinay     | Pilier           | 10 juin 1992      | Allemagne            | -               | -              | -                       |
| Stephan Franke     | Pilier           | 1er juillet 1992  | Allemagne            | -               | -              | -                       |
| Daniel Bösche      | Talonneur        | 29 mars 1977      | Allemagne            | -               | -              | -                       |
| Markus Hallmann    | Talonneur        | 20 mars 1981      | Allemagne            | -               | -              | -                       |
| Matthias Grosse    | Talonneur        | 9 mars 1982       | Allemagne            | -               | -              | -                       |
| Jens Mönikes       | Deuxième ligne   | 9 juin 1990       | Allemagne            | -               | -              | -                       |
| Fabian Hagedorn    | Deuxième ligne   | 9 juin 1989       | Allemagne            | -               | -              | -                       |
| Stefan Mau         | Deuxième ligne   | 12 février 1989   | Allemagne            | -               | -              | -                       |
| Pascal König       | Deuxième ligne   | 29 novembre 1991  | Allemagne            | -               | -              | -                       |
| Simeon Klaus       | Troisième ligne  | 20 juin 1976      | Allemagne            | -               | -              | -                       |
| Thorsten Weihkopf  | Troisième ligne  | 29 octobre 1970   | Allemagne            | -               | -              | -                       |
| Claas Dreyer       | Troisième ligne  | 4 septembre 1969  | Allemagne            | -               | -              | -                       |
| Fabian Tacke       | Troisième ligne  | 23 mars 1992      | Allemagne            | -               | -              | -                       |
| Daniel Kloss       | Troisième ligne  | 25 août 1992      | Allemagne            | -               | -              | -                       |
| Marian Treder      | Troisième ligne  | 28 juin 1992      | Allemagne            | -               | -              | -                       |
| Lucas Damrow       | Troisième ligne  |                   | États-Unis           | -               | -              | -                       |
| Moritz Brehme      | Troisième ligne  | 19 septembre 1984 | Allemagne            | -               | -              | -                       |
| Monray Gilbert     | Troisième ligne  |                   | Afrique du Sud       | -               | -              | -                       |
| Jakob Clasen       | Demi de mêlée    | 12 septembre 1990 | Allemagne            | -               | -              | -                       |
| Carsten Hartwig    | Demi de mêlée    | 21 juin 1991      | Allemagne            | -               | -              | -                       |
| Kevin Riege        | Demi de mêlée    | 27 janvier 1993   | Allemagne            | -               | -              | -                       |
| Lukas Windemuth    | Demi de mêlée    | 19 février 1994   | Allemagne            | -               | -              | -                       |
| Martin Gerlach     | Demi d'ouverture | 3 janvier 1992    | Allemagne            | -               | -              | -                       |
| Kerim Galal        | Centre           | 12 juillet 1988   | Turquie              | -               | -              | -                       |
| Dennis Denzin      | Centre           | 1er mars 1991     | Allemagne            | -               | -              | -                       |
| Kevin Nelson       | Centre           | 13 juillet 1982   | Allemagne            | -               | -              | -                       |
| Philipp Hattendorf | Centre           | 13 décembre 1981  | Allemagne            | -               | -              | -                       |
| Storm Elisio       | Centre           | 2 août 1991       | Italie               | -               | -              | -                       |
| Fabian Schlie      | Ailier           | 3 avril 1982      | Allemagne            | -               | -              | -                       |
| Christian Seffer   | Ailier           | 19 février 1990   | Allemagne            | -               | -              | -                       |
| Maximilian Richter | Ailier           | 21 juillet 1991   | Allemagne            | -               | -              | -                       |
| Michael Vossfeldt  | Ailier           | 27 novembre 1990  | Allemagne            | -               | -              | -                       |
| Arne Krohn         | Ailier           | 27 décembre 1992  | Allemagne            | -               | -              | -                       |
| Justus Gerlach     | Ailier           | 28 février 1994   | Allemagne            | -               | -              | -                       |
| Roman Koriat       | Arrière          | 5 janvier 1973    | Allemagne            | -               | -              | -                       |
| Jannis Gross       | Arrière          | 15 août 1991      | Allemagne            | -               | -              | -                       |